# Too Stuffed to Jump
Albums de Amazing Rhythm Aces
Stacked Deck
(1975) Toucan Do It Too
(1977)
Too Stuffed to Jump  (1976) est le deuxième album du groupe de country rock américain Amazing Rhythm Aces. 

## Titres de l’album
1. "Typical American Boy" (Russell Smith, James H. Brown Jr.) 3:30
2. "If I Just Knew What to Say" (Stuart Wright) 2:06
3. "The End Is Not in Sight (The Cowboy Tune)" 3:51
4. "Same Ol' Me" (Butch McDade) 2:24
5. "These Dreams of Losing You" (Russell Smith, James H. Brown Jr.) 3:29
6. "I'll Be Gone" 2:54
7. "Out of the Snow" 3:39
8. "Fool for the Woman" 2:43
9. "A Little Italy Rag" 2:21
10. "Dancing the Night Away" (Russell Smith, James H. Brown Jr.) 5:38

Compositions de Rissell Smith, sauf indication contraire.

## Musiciens
- Barry ""Byrd" Burton - Dobro, guitare, steel guitare, mandoline, chant
- Jeff Davis - guitare basse, chant
- Billy Earheart - claviers
- James Hooker - claviers, piano, chant
- Butch McDade - batterie, percussions, chant
- Russell Smith - guitare, chant